# Temporada 1987 del Campeonato de España de Rally
La temporada 1987 fue la edición 31.ª del Campeonato de España de Rally. Comenzó el 19 de febrero en el Rally Costa Brava y terminó el 15 de noviembre en el Rally Valeo. El calendario contaba con once rondas, de las que cuatro eran además puntuables para el Campeonato de Europa de Rally.

## Calendario
| N.º | Fecha               | Prueba                          | Superficie     | Series |
| --- | ------------------- | ------------------------------- | -------------- | ------ |
| 1   | 19-21 de febrero    | 35.º Rally Costa Brava          | Asfalto/tierra |        |
| 2   | 10-12 de abril      | 1.º Rally Playa de Aro          | Asfalto        |        |
| 3   | 1-3 de mayo         | 10.º Rally Sierra Morena        | Asfalto        |        |
| 4   | 23-24 de mayo       | 19.º Rally Cajalicante          | Asfalto        |        |
| 5   | 6-7 de junio        | 11.º Rally Villa de Llanes      | Asfalto        |        |
| 6   | 11-12 de julio      | 11.º Rally El Corte Inglés      | Asfalto        | ERC    |
| 7   | 18-19 de julio      | 9.º Rally Islas Canarias        | Asfalto        |        |
| 8   | 18-19 de septiembre | 24.º Rally Príncipe de Asturias | Asfalto        | ERC    |
| 9   | 10-11 de octubre    | 9.º Rally de San Froilán        | Asfalto        |        |
| 10  | 22-24 de octubre    | 23.º Rally de Cataluña          | Asfalto/tierra | ERC    |
| 11  | 14-15 de noviembre  | 4.º Rally Valeo                 | Asfalto/tierra |        |

## Equipos
| Equipo              | Vehículo                   | Piloto            | Copiloto          | Rondas            |
| Equipos oficiales   | Equipos oficiales          | Equipos oficiales | Equipos oficiales | Equipos oficiales |
| ------------------- | -------------------------- | ----------------- | ----------------- | ----------------- |
| SEAT Sport          | Volkswagen Golf II GTi 16V | Salvador Servià   | Jordi Sabater     | 1-11              |
| Marlboro Rally Team | Ford Sierra RS Cosworth    | Carlos Sainz      | Antonio Boto      | 1-2, 4-11         |
| Telefunken-BMW      | BMW 325i E30               | Josep Bassas      | Josep Autet       | 1-11              |
| Opel Philips Team   | Opel Kadett GSI            | Beny Fernández    | José Luis Sala    | 1, 4, 6-11        |
| Opel Philips Team   | Opel Kadett GSI            | Beny Fernández    | José López Orozco | 2, 5              |
| Equipos privados    |                            |                   |                   |                   |
| Jesús Puras         | Renault 5 GT Turbo         | Jesús Puras       | José Arrarte      | 1-3               |
| Jesús Puras         | Renault 11 Turbo           | Jesús Puras       | José Arrarte      | 4-8               |
| Jesús Puras         | Renault 11 Turbo           | Jesús Puras       | Tomás Aguado      | 9-11              |
| Vimesa              | Renault 5 GT Turbo         | Gustavo Trelles   | Daniel Muzio      | 2, 4-11           |

## Resultados

### Campeonato de pilotos
| Pos. | Piloto                  | CBR | PAR | SMO | CAJ | LLA | ECI | CAN | PRA | SFR | CAT | VAL | Puntos |
| ---- | ----------------------- | --- | --- | --- | --- | --- | --- | --- | --- | --- | --- | --- | ------ |
| 1.   | Carlos Sainz            | Ret | Ret |     | 1   | 1   | 1   | 1   | 1   | 1   | Ret | 1   | 1575   |
| 2.   | Salvador Serviá         | 1   | 1   | Ret | Ret | 2   | Ret | 5   | Ret | 9   | 4   | 3   | 1344   |
| 3.   | Josep Bassas            | 2   | 2   | 2   | 2   | Ret | 3   | 4   | Ret | Ret | 1   | 2   | 1268   |
| 4.   | Jesús Puras             | 5   | 7   | 3   | 3   | 3   | Ret |     | 2   | 5   | 2   | Ret | 1176   |
| 5.   | Beny Fernández          | Ret | 4   | Ret | 4   | 5   | 4   | 3   | Ret | 3   | Ret | 11  | 914    |
| 6.   | Gustavo Trelles         |     | 9   |     | ?   | 7   | 8   | 9   | 3   | 6   | 6   | 5   | 903    |
| 7.   | Roland Holke            |     |     | 16  | ?   | Ret | Ret | 23  | 9   | ?   |     | 10  | 664    |
| 8.   | Javier Brugué Buscarons |     |     | 30  | ?   |     |     |     | 21  |     | 27  |     | 657    |
| 9.   | Borja Moratal           | Ret | 3   | 1   | Ret | Ret | Ret |     | Ret | 4   | Ret | 4   | 606    |
| 10.  | Julia Escribano         |     |     | 12  | ?   | 25  |     | 47  | 18  |     | Ret | 29  | 573    |

### Campeonato de Marcas
| Pos. | Marca        |
| ---- | ------------ |
| 1.   | FASA-Renault |

### Campeonato de copilotos
| Pos. | Copiloto      |
| ---- | ------------- |
| 1.   | Antonio Boto  |
| 2.   | Jordi Sabater |
| 3.   | José Autet    |
| 4.   | J. Arrarte    |
| 5.   | D. Muzio      |

### Grupo N
| Pos. | Piloto           |
| ---- | ---------------- |
| 1.   | Gustavo Trelles  |
| 2.   | José H. Pedroche |
| 3.   | Roland Holke     |
| 4.   | Jesús Puras      |
| 5.   | José Teixidor    |